# Score de Silverman
Ne doit pas être confondu avec syndrome de Silverman.
Pour les articles homonymes, voir Silverman.
En pédiatrie néonatale, le score de Silverman permet de diagnostiquer et évaluer la détresse respiratoire d'un nouveau-né.
Il se compose de cinq items quotés de zéro à deux. La détresse respiratoire est importante si le score est supérieur à quatre et nécessite une intubation.
Attention, un score à zéro ne veut pour autant pas dire que l'enfant va bien.
| Critère                       | 0                     | 1               | 2                          |
| ----------------------------- | --------------------- | --------------- | -------------------------- |
| battement des ailes du nez    | absent                | modéré          | intense                    |
| tirage                        | absent                | intercostal     | intercostal et sus-sternal |
| geignement expiratoire        | absent                | au stéthoscope  | à l'oreille                |
| entonnoir xiphoïdien          | absent                | modéré          | intense                    |
| balancement thoraco-abdominal | respiration synchrone | thorax immobile | respiration paradoxale     |

Moyen mnémotechnique : « BéBé(balancement/battement) Tire(tirage) En(entonnoir) Geignant(geignement) »
Les signes apparaissent quasiment toujours dans le même ordre : battement des ailes du nez, puis tirage, geignement expiratoire, entonnoir xiphoïdien, puis balancement[réf. nécessaire]. Quand on observe une balance thoraco-abdominale, c'est que le score est déjà de 9 ou 10 : l'enfant est tellement épuisé qu'il n'arrive plus à exprimer les autres signes[réf. nécessaire].